# Комиссия Медведева — Обамы

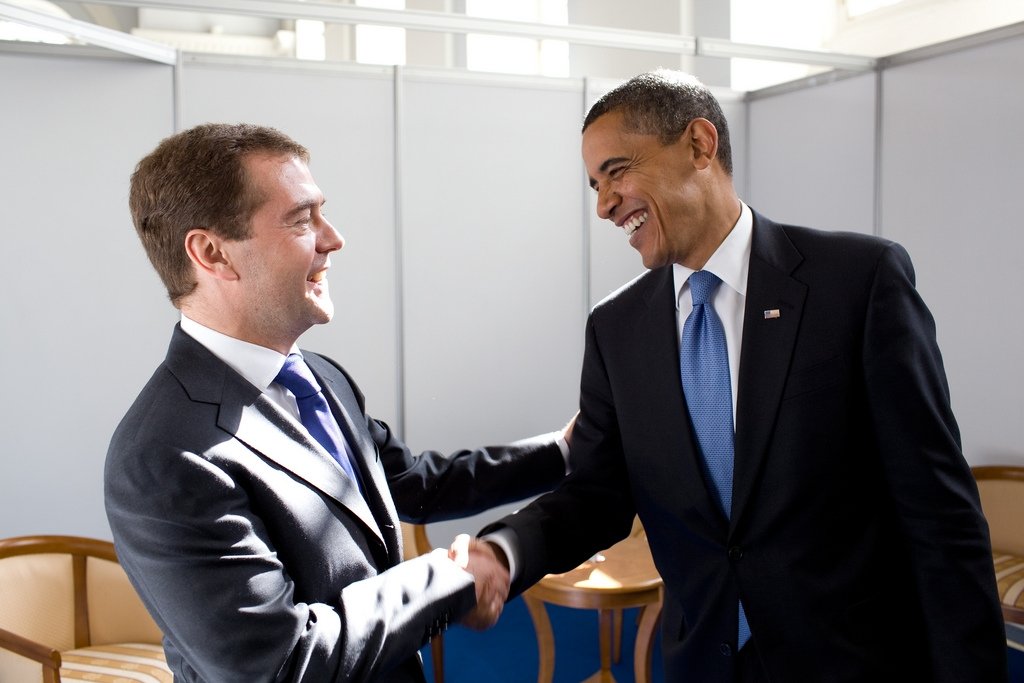
Президенты Обама и Медведев в Москве 6 июля 2009 года (фотография Белого дома)

Комиссия Медведева—Обамы (англ. Obama–Medvedev Commission), официально известная как Российско-американская двусторонняя Президентская комиссия (англ. U.S.–Russia Bilateral Presidential Commission), была провозглашена 6 июля 2009 года президентом Российской Федерации Дмитрием Медведевым и президентом США Бараком Обамой во время визита президента Обамы в Москву. Она призвана содействовать улучшению связи и сотрудничества между правительствами России и США. Президенты объявили, что работу комиссии будут координировать государственный секретарь США Хиллари Клинтон и министр иностранных дел России Сергей Лавров.
В 2013 году США вышли из одной из рабочих групп — по гражданскому обществу. В 2014 году деятельность комиссии была приостановлена по инициативе США.

## Цели Комиссии
В соответствии с заявлением о целях Комиссии, согласованным между двумя сторонами в октябре 2009 года, Комиссия создана для «определения направлений сотрудничества и осуществления совместных проектов и действий, направленных на укрепление стратегической стабильности, международной безопасности, экономического благосостояния и на развитие связей между российским и американским народами. (…) В основе деятельности Комиссии лежат базовые принципы дружбы, сотрудничества, открытости и предсказуемости, и мы полны решимости урегулировать разногласия открыто и честно, в духе взаимного уважения и признания точек зрения друг друга».

## Состав Комиссии
Президенты Медведев и Обама договорились, что Комиссия будет включать 13 рабочих групп. В октябре 2009 года во время визита в Москву государственного секретаря Клинтон одну группу переименовали, другую разделили на две и добавили две новые группы — по борьбе с терроризмом и сотрудничеству между военными в сфере обороны — так что в итоге получилось 16 рабочих групп. Кроме того, в рабочую группу по образованию и культурным обменам была добавлена подгруппа по спортивным связям.
На пресс-конференции 13 января 2011 года министр МИД РФ Лавров сказал, что функционирует 18 рабочих групп в составе данной комиссии.

## Рабочие группы
- Группа по политической координации Комиссии — заместитель министра иностранных дел России С. А. Рябков и старший заместитель госсекретаря США по политическим вопросам У. Бернс;
- Ядерная энергетика и ядерная безопасность — руководитель «Росатома» С. В. Кириенко и первый заместитель министра энергетики США Д. Понеман;
- Контроль над вооружениями и международная безопасность — заместитель министра иностранных дел России С. А. Рябков и старший заместитель госсекретаря США Э. Таушер;
- Борьба с терроризмом — специальный представитель президента России по вопросам международного сотрудничества в борьбе с терроризмом и транснациональной организованной преступностью А. В. Змеевский и координатор США по вопросам контртерроризма Дж. Ланир;
- Противодействие незаконному обороту наркотиков — директор ФСКН России В. П. Иванов и директор Управления государственной политики Администрации президента США в сфере контроля за наркотиками Д. Керликовске;
- Развитие деловых связей и торгово-экономических отношений — заместитель министра экономического развития России А. А. Слепнёв и заместитель министра торговли США М. О’Нил;
- Энергетика — министры энергетики С. И. Шматко и С. Чу;
- Окружающая среда (председатели не названы);
- Сельское хозяйство — министры сельского хозяйства Е. Б. Скрынник и Т. Вилсак;
- Наука и технологии — министр образования и науки России А. А. Фурсенко и помощник президента США по науке и технологиям Дж. Холдрен;
- Космос — руководитель Роскосмоса А. Н. Перминов и администратор НАСА (проходит процедуру утверждения Ч. Болден);
- Здравоохранение — министр здравоохранения Т. А. Голикова и министр здравоохранения и социального обеспечения К. Сибелиус;
- Сотрудничество в области предупреждения и ликвидации чрезвычайных ситуаций — руководитель МЧС С. К. Шойгу и администратор ФЕМА К. Фугатэ;
- Гражданское общество — первый заместитель руководителя Администрации президента РФ Владислав Сурков и специальный помощник президента США Майкл Макфол[4];
- Культура и образовательные обмены — специальный представитель президента РФ по международному культурному сотрудничеству М. Е. Швыдкой и старший заместитель госсекретаря Дж. Макхэйл;
- Военное сотрудничество (председатели не названы).